# アルギルダス
アルギルダスもしくはオルゲルト（Algirdas/Olgerd、1296年 - 1377年）は、中世リトアニアの君主。アルギルダスは1345年から1377年にかけてリトアニア人とルーシ人の君主とリトアニア大公国を統治した。西方の国境を守る弟のケーストゥティスの支持の許でアルギルダスはバルト海から黒海、モスクワまで50マイルにも及ぶ広大な領域を築いた。

## 背景
アルギルダスは大公ゲディミナスの7人の息子の1人である。ゲディミナスは1341年に死ぬ前に領土を分割したが、最年少のヤヴーヌティスは首都ヴィリニュスを支配していて名目上は優位だった。弟のケーストゥティスの援助の許でアルギルダスは無能なヤヴーヌティスを追放して1345年に自身が大公であると宣言した。1345年から1377年までの32年にわたる統治は、リトアニア大公国の発展と拡張に捧げられた。アルギルダスは公国をヨーロッパの強国かつ大国の一つにしようと努めた。
アルギルダスの並外れた政治力とケーストゥティスの長きにわたる献身という2つの要素は、この結果に貢献した。巧みに領土が分割されたことは、アルギルダスが東スラヴ人の資料に、ケーストゥティスが西方の年代記に主に出ている事実からも反映されている。アルギルダスの東方政策が西方の隣人であるモスクワやポーランドと次第に敵対する競争相手になるなか、北方のドイツ騎士団や南方のジョチ・ウルスの目は等しくリトアニアに向けられていた。

## リトアニアの拡大
アルギルダスは単に己の力で成功したのではなく、モスクワやジョチ・ウルスの拡張の中で影響や領土を得て、リトアニア大公国の国境を黒海北岸まで広げた。アルギルダスの主な試みはキーエフ・ルーシ以来のスラヴ人の地の安全を目指したことである。息子のアンドリュスをプスコフ公とすることに成功し、またノヴゴロド共和国の市民の中の権力を握る少数派は、モスクワの影響力に対抗するためアルギルダスを支持して勢力バランスを取ろうとしていた。しかし通商の中心である両都市におけるアルギルダスの優先は不確かである。
アルギルダスは西方ルーシの重要な公国であるスモレンスクとブリャンスクを占領した。しかしモスクワとの関係は概して友好だった。正教徒である公妃との結婚は、いずれも失敗に終わった1368年と1372年のモスクワ包囲の障害にはならなかった。
アルギルダスの重要な功績は1362年に南ブク川における青水の戦いでジョチ・ウルスに勝利したことである。完膚なきまでに叩きのめされたジョチ・ウルスはより南方に移動することを余儀なくされ、後のクリミアとなる彼の地に本拠を築いた。

## 宗教と死
現代の歴史家は「ゲディミナスやアルギルダスが異教を保持したことは外交上の手段や武器として役に立った…勢力と独立を維持する手段として改宗の約束を使用することを可能にした」と論じている。ヘルマン・フォン・ヴァルトベルゲやヤン・ドゥウゴシュによればアルギルダスは1377年の夏に死ぬまで異教徒のままだった。同時代の東ローマ帝国の報告も西方の資料を支持している。ネイロス総主教はアルギルダスは「火を崇拝する大公」と記し、別の総主教フィロセオスは「不信仰の」アルギルダスを援助したルーシの貴族全員を破門している。アルギルダスの異教の信仰は14世紀の東ローマの歴史家であるニケフォロス・ゲオルギウスの報告にも見出せる。
アルギルダスは18頭の馬やマイシャガラ＿恐らく北緯54度55分42秒 東経25度01分04秒 / 北緯54.92833度 東経25.01778度に位置するクカヴィェイティスの森林聖堂＿付近の木製の所有物とともに儀式用の薪で焼かれた。2009年現在、埋葬地の可能性のあるマイシアガラ付近が調査と発掘を受けている。アルギルダスの子孫にはトルベツコイ家、チャルトリスキ家、サングシュコ家といった貴族の家系が含まれる。
アルギルダスを回顧してみると正教会の頂点としてのウクライナとベラルーシの正教会の信仰が見えてくる。16世紀のブィホヴィエツ年代記や17世紀のフスティンスカ年代記ではアルギルダスは1318年にマリア・ヴィテフスカと結婚する以前に正教会に改宗したと記述している。しかしいくつかの正教会の教会は確かにアルギルダス治世下のヴィリニュスに建てられたものの、アルギルダスの改宗に関する後の主張ではその生活に関する資料から見出せないとし、殆どの学者は偽りであると否定している。同時代の報告にも係らず、現代の学者にも、バチスコフのような何人かのロシアの学者はアルギルダスは正教徒の統治者だったと主張している。
それにも係らず、アルギルダスが正教会に改宗したという伝承は疑わしい。早くも1460年代にアルギルダスの子孫によって書かれたキエフ洞窟修道院の記念本にはアルギルダスには「ドミトリイ」という洗礼名が記載されている。ヴォィチェッツ・ヴィユキ・カヤロヴィッツ、マカリオス1世、ヴラディーミル・アントノヴィチによればアルギルダスは死の直前に修道士の誓いを立て、アレヒウス修道院下のヴィリニュスのテオトコス大聖堂に埋葬された。
アルギルダスはヴィリニュスのアントニイ、イオアン、エウスタティスに死を命じたとされるが、彼等は後に正教会の致命者と褒め称えられた。

## 評価

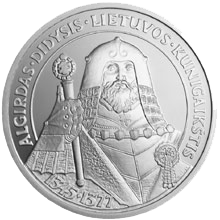
リタスに刻まれたアルギルダス

子孫と異なり、アルギルダスはモスクワとポーランドの間で大きく揺れ動き、リトアニア語とルーシ話を話し、カトリック教会の促進化からは遠ざける一方で異教と正教会に傾斜した。しかし、息子のヤガイラスはポーランド王位に就いた際にカトリックに改宗して200年近くにも渡るリトアニアとポーランドを支配した王朝の土台を築いた。